# 属性原理
属性原理（ぞくせいげんり）とは社会学の用語の一つ。
社会的に重要であり多くの報酬が得られる地位に就く人間を選ぶ場合に、属性が上位であるということが選ばれる基準となる原理。この場合の属性とは家柄、身分、性別、人種、民族など本人の努力では得る事ができない生得的な地位である。これは生まれ付いた家の身分や職業が代々に渡って世襲されているという事例であり身分制社会の人員配分原理である。属性原理の社会では万民に機会が平等に与えられておらず閉鎖的で不平等である。